# Rosenbergia denserugata
Rosenbergia denserugata är en skalbaggsart som beskrevs av Stefan von Breuning 1936. Rosenbergia denserugata ingår i släktet Rosenbergia och familjen långhorningar. Inga underarter finns listade i Catalogue of Life.